# 스마트카메라
스마트카메라는 Wi-Fi 또는 LTE(3G)를 탑재하여 사진촬영 즉시 온라인 공유가 가능한 카메라를 말한다. 최근에는 개방형 운영체제(안드로이드)를 적용한 스마트카메라로 진화하고 있다. 현재는 전통적 카메라 브랜드와는 달리 자체적으로 스마트폰을 생산하고 있는 삼성전자, 소니 등 제조회사들이 제조하고 있다.

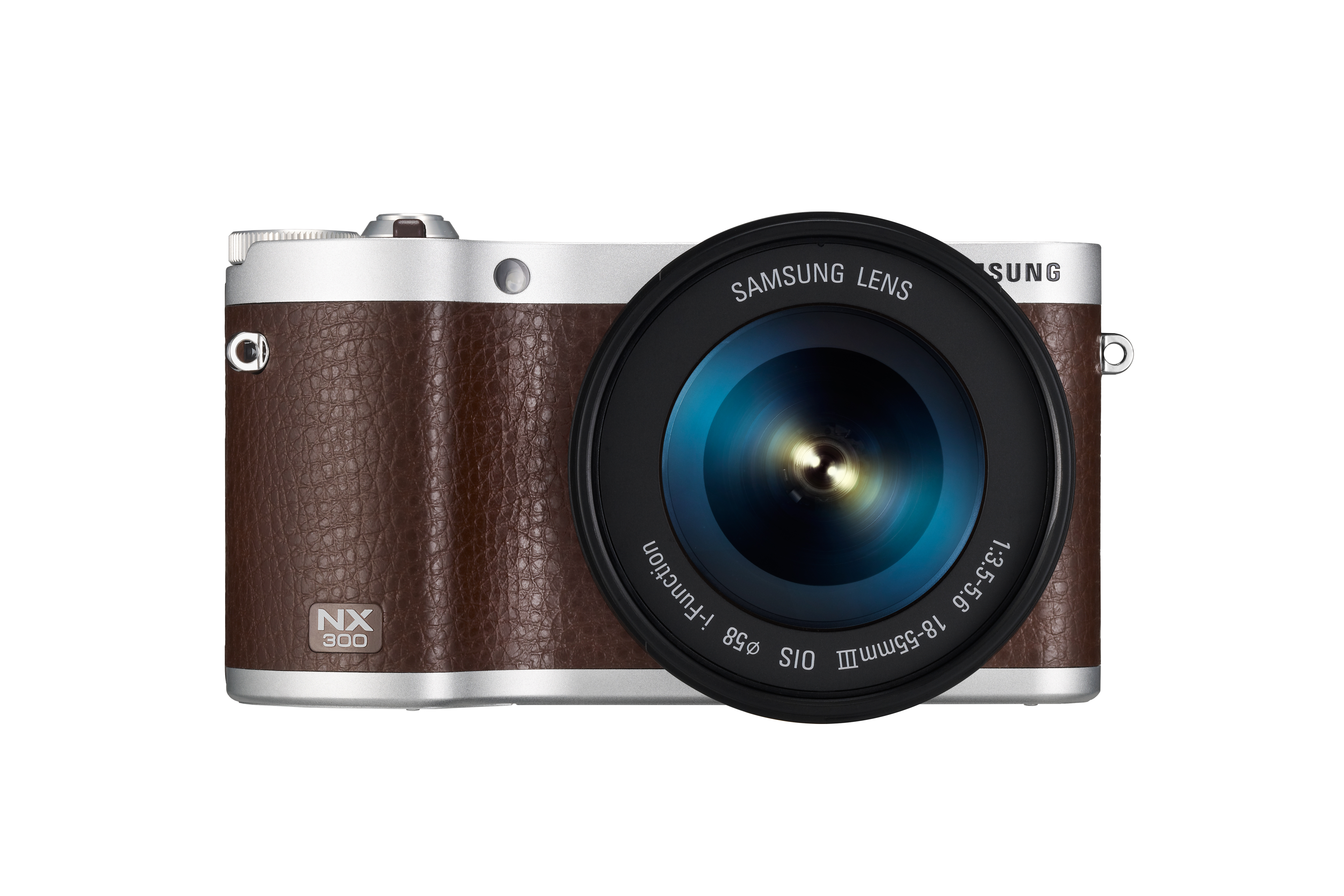
스마트 카메라 NX300

## 정의
스마트카메라는 Wi-Fi 또는 LTE(3G)를 탑재하여 사진촬영 즉시 온라인 공유가 가능한 카메라를 말한다. 최근에는 개방형 운영체제 (안드로이드)를 적용한 스마트카메라로 진화하고 있다. 현재는 전통적 카메라 브랜드와는 달리 자체적으로 스마트폰을 생산하여 최신 운영체제와 최신 스마트폰 기능 등을 자사 카메라들에 비교적 용이하게 추가해 나가는 제조회사들이 자사 카메라들에 대해 전략적으로 경쟁사와 구분된 명칭으로 사용하고 있다.

## 유래
스마트라는 개념은 계속 진화되고 있다. 초기의 놀라운 신제품이라는 의미로 통용되던 “스마트”라는 단어는 근래 새로운 기기들이 속속 등장함에 따라 그 의미도 점점 발전하여, 이제 새로운 의미로 자리잡았다. 스마트폰, 스마트 영양제, 스마트가전기기, 등에서 공통적으로 드러나는 스마트의 개념은 산업혁명시기까지 존재하던 “새로운 발견” “발명”의 의미가 아닌 기존의 제품, 개념을 통합하여 시너지 효과를 창출하고 새로운 기능을 응용하는 “제 2의 창조력”으로 읽혀진다. 초기의 스마트기기가, 개인적 생활. 이른바 코쿤족을 양상했다면 근래의 스마트 기기는 각 개인이 서로 통합, 공유, 교류하며 시너지 효과의 창출이 가능하게 하는 새로운 “소통”의 도구로 자리잡고 있다.
스마트카메라는 이러한 흐름에 가장 잘 부합하는 제품이라 할 수 있다. 사진을 서로 공유하는 데 그치는 것이 아니라, 실시간으로 자신의 상황을 보다 생생하고 정확하게 알려 광범위한 지역, 연령을 아우르는 타인과 의견을 나누고 공감하는 것이 가능하며 또는 사건 현장이나 화재 현장에서 신속하게 소식, 정보를 알리거나 멋진 공연이나 좋은 정보가 있을 때 스마트 카메라는 놀라운 기능을 발휘할 수 있다. 스마트폰의 출시로 블로그나 개인 홈페이지의 글이 기념, 시간, 추억을 남기는 기능에서 실시간 정보공유와 교류로 바뀌어가고 있듯이, 사진의 기능 역시 지나간 시간, 추억, 기념을 보존하는 매개물이던 과거의 모습에서 실시간으로 스토리를 만들고 실시간으로 타인과 정보를 공유하는 매개체로 변화하는 것이 현재의 추세이다.
스마트카메라는 이러한 변화와 함께 자연스럽게 바뀌는 유저의 욕구를 정확히 짚어내어 충족시켜주는 기기이다. 근래 스마트폰의 가장 놀라운 점은, 제공되는 앱이나 기능을 유저가 그대로 따르도록 설계된 것이 아니라, 앱과 기능을 유저가 얼마든지 조합. 응용하여 사용의 가능성을 확대시킬 수 있는 여지를 제공했다는 데 있다. 즉, 디지털 기기에 인간의 생각. 창조력이 개입되어 다시 통합될 수 있는 가능성을 읽어내었다는 의미이다. 실제로 같은 기종의 스마트폰을 사용하는 유저간에도 개인의 특질이나 기호에 따라 다양한 사용법의 차이를 보이는 예들을 얼마든지 찾아볼 수 있다. 스마트 카메라 역시 “공유”와 “실시간”이라는 기능위에 세계 최초로 LTE 탑재 카메라라는 독보적인 기술력. 렌즈를 교환할 수 있는 전문성, 보급형 유통을 통한 폭넓은 사용자층의 수용. 개방형 운영체제(안드로이드 등)로 인한 사용자의 접근성 용이. 타통신사와는 차별화된 네트워크 서비스 등으로, 고가에 속하는 가격에도 불구하고 큰 관심을 끌고 있는 것이다.

## 주요 특징
와이파이나 LTE(3G)를 통해 사진촬영 후 실시간으로 페이스북, 유투브, 피카사 등 SNS에 공유하거나, 이메일, 모바일 등으로 전송이 가능하다. 또한, 리모트 뷰파인더 기능을 활용해 스마트폰으로 카메라 제어가 가능하다.